# Helene Schweitzer

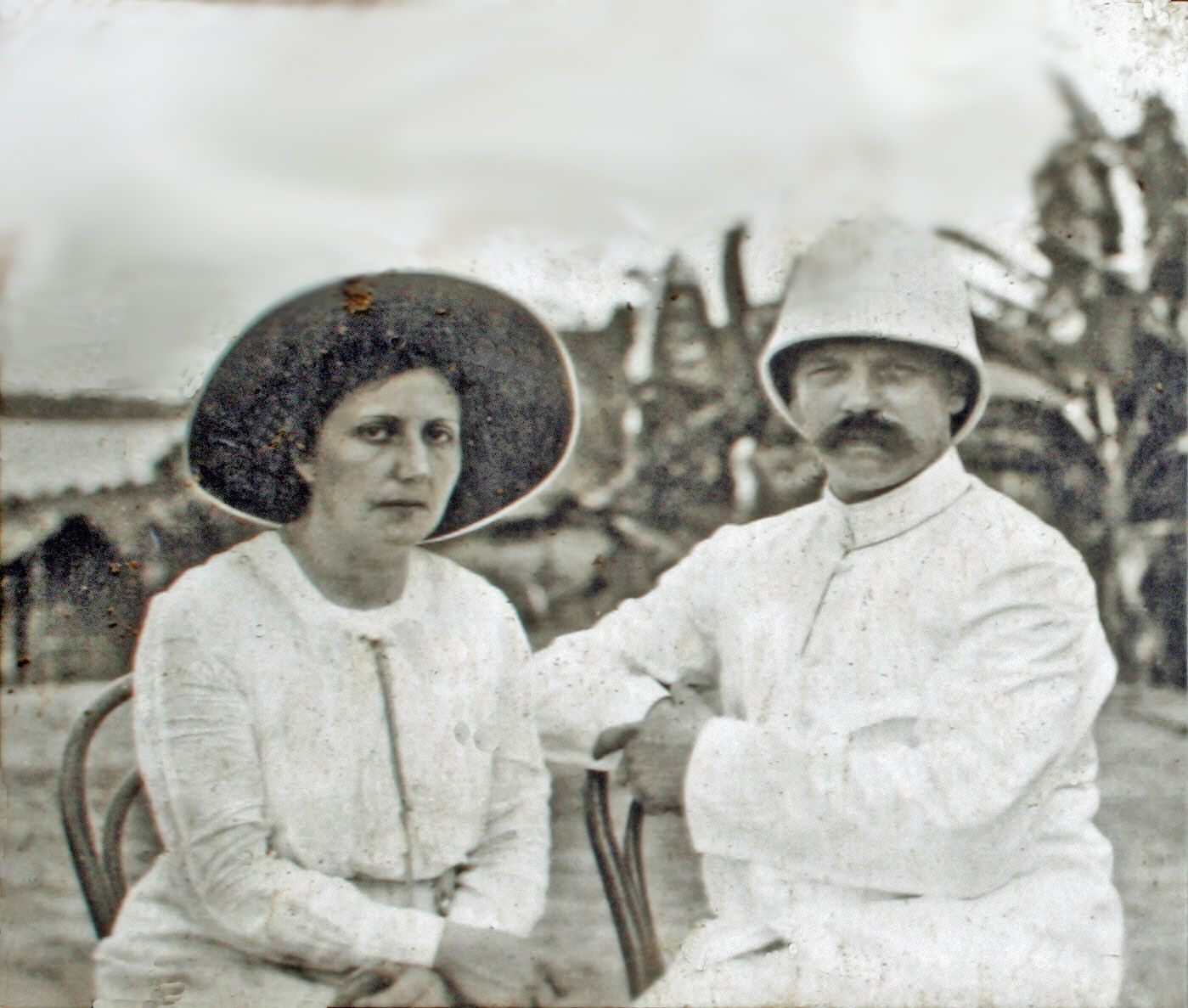
Helene und Albert Schweitzer

Helene Schweitzer (* 25. Januar 1879 in Berlin als Marianne Helene Bresslau; † 1. Juni 1957 in Zürich, Schweiz; beerdigt in Lambaréné, Gabun) war Lehrerin, Krankenpflegerin und -schwester sowie Waisenhaus-Inspektorin. Bekannt wurde sie als Ehefrau des evangelischen Theologen, Organisten, Philosophen, Arztes und Pazifisten Albert Schweitzer.

## Leben
Helene Schweitzer wurde als Tochter des Historikers Harry Bresslau und seiner Ehefrau Caroline geb. Isay in der elterlichen Wohnung an der Apostelkirche 11 (heute Kurmärkische Straße 12) in der Schöneberger Vorstadt geboren. Ihre Eltern waren jüdischer Konfession. Mit sieben Jahren wurde sie mit ihren beiden Brüdern evangelisch getauft, während sich die Eltern nicht taufen ließen. Helene Bresslau besuchte von 1885 bis 1890 die städtische Charlottenschule in Berlin. Im Jahr 1890 wurde ihr Vater an die Kaiser-Wilhelms-Universität in Straßburg als Professor für Mittelalterliche Geschichte berufen und die Familie zog mit. Nach Abschluss der Schule besuchte sie das Lehrerinnenseminar, damals die einzige Form der höheren Bildung für Mädchen. Mit einer Sondererlaubnis konnte Helene Bresslau schon mit 17 Jahren die Prüfung als Lehrerin für Höhere Mädchenschulen ablegen und studierte anschließend am Straßburger Konservatorium Klavier, Gesang und Musiktheorie. Nach einem sechsmonatigen Italienaufenthalt mit ihren Eltern begann sie im Frühjahr 1900 mit dem Studium der Kunstgeschichte und Geschichte.
1898 traf sie auf einer Hochzeitsfeier das erste Mal auf Albert Schweitzer. 1902 begannen die beiden eine intensive Freundschaft; sie wurde bald auch Schweitzers Helferin bei den Korrekturen seiner ersten Bücher.
1902 folgte ein halbjähriger Aufenthalt in Großbritannien, wo sie als Lehrerin und Erzieherin arbeitete und gemeinsam mit einer russischen Freundin Erzählungen von Tschechow und Maxim Gorki ins Deutsche übersetzte. Zurück in Straßburg wurde sie vom damaligen Leiter des Straßburger Armenwesens und späteren Bürgermeister Rudolf Schwander zur ehrenamtlichen Waisenpflegerin ernannt. 1904 absolvierte sie einen dreimonatigen Krankenpflegekurs in Stettin; im April 1905 wurde sie als hauptamtliche Waisenhaus-Inspektorin im Gemeindewaisenamt Straßburg angestellt. 1908 gründete sie dort ein Heim für ledige Mütter.
Nachdem Schweitzer in der Absicht, als Missionsarzt in Afrika tätig zu werden, ein Medizinstudium aufgenommen hatte, begann Helene Bresslau 1909 eine Ausbildung zur Krankenschwester im Bürgerhospital in Frankfurt am Main.
Am 18. Juni 1912 erfolgte die Heirat mit Albert Schweitzer, um mit ihm nach Afrika gehen zu können, wo beide ab 1913 das später berühmte Spital in Lambaréné aufbauten. 1914 wurden Helene und Albert Schweitzer als deutsche Staatsangehörige nach Ausbruch des Ersten Weltkriegs von den französischen Kolonialbehörden arrestiert und 1917 in Internierung nach Frankreich überführt. Bedingt durch die schlechten Haftbedingungen infizierte sich Helene Schweitzer mit Tuberkulose, einer damals verbreiteten und kaum heilbaren Krankheit. Nach der Entlassung und der Geburt der Tochter Rhena im Jahre 1922 erkrankte sie schwer an offener Tuberkulose.
Am 1. Mai 1923 bezog das Ehepaar Albert und Helene Schweitzer mit seiner Tochter Rhena am Rande des Doniswaldes in Königsfeld im Schwarzwald ihr neues Wohnhaus, das nach Vorstellungen Albert Schweitzers gebaut worden war. Der inzwischen als Urwalddoktor und Organist weithin berühmte Albert Schweitzer hatte den Entschluss gefasst, wieder nach Lambarene in Zentralafrika zurückzukehren. Wegen ihres Lungenleidens konnte seine Frau ihn nicht begleiten. Der heilklimatische Kurort Königsfeld, den das Ehepaar von früher her kannte, bot sich als neue Heimat an.
Trotz der Erkrankung unterstützte Helene Schweitzer den von ihrem Ehemann betriebenen Wiederaufbau des Spitals in Lambaréné und half aktiv beim Sammeln von Spenden. 1929 reiste sie erneut nach Lambaréné, musste aber wegen schwerer Fieberschübe den Aufenthalt im April 1930 beenden. Bei einem neunmonatigen Aufenthalt ab August 1930 im Sanatorium von Dr. Max Gerson in Kassel gelang die Heilung ihrer Tuberkuloseerkrankung.
Im September 1932, noch vor der Machtübernahme der Nationalsozialisten in Deutschland, zog Helene Schweitzer mit ihrer Tochter Rhena aus dem Elsass nach Lausanne in der Schweiz. Ihre achtwöchige Promotion-Tour durch die Vereinigten Staaten im Oktober 1938 half, dass das Spital Lambaréné während des Krieges aus den USA mit Geld und Medikamenten unterstützt wurde, wohin sie 1939 für sechs Wochen reiste, bevor sie nach Europa zurückkehrte.
Im Juni 1940 floh Helene Schweitzer mit ihrer Tochter und deren Familie aus Paris in den unbesetzten Süden Frankreichs und gelangte im August 1941 über Portugal und Angola zu ihrem Ehemann nach Lambaréné. Im September 1946 kehrte sie nach Königsfeld zurück und unterstützte weiter das Werk ihres Ehemanns für das Spital in Lambaréné. Sie begleitete 1949 Albert Schweitzer in die Vereinigten Staaten zur Gedenkrede zum 200. Geburtstag von Goethe und 1954 nach Oslo zur Entgegennahme des Friedensnobelpreises. 1956 bis 1957 besuchte sie zum letzten Mal das Spital in Lambaréné. Am 1. Juni 1957 starb Helene Schweitzer in Zürich, ihre Asche wurde in Lambaréné beerdigt.

## Veröffentlichungen
- Albert Schweitzer und Helene Bresslau (Autoren); Jean-Paul Sorg (Hrsg.): Correspondance.
  - Band 1: 1901–1905. L’amitié dans l’amour. Bentzinger, Colmar 2005, ISBN 2-84960-048-2
  - Band 2: 1906–1909. L’amour dans l’amitié. Bentzinger, Colmar 2009, ISBN 978-2-8496-0182-2
- Albert Schweitzer und Helene Bresslau (Autoren); Rhena Schweitzer Miller und Gustav Woytt (Hrsg.); Corinna Fiedler (Übersetzerin): Die Jahre vor Lambarene. Briefe 1902–1912. Beck, München 1992, ISBN 3-406-36788-7